# Pié La Costa
Pié La Costa is een plaats (frazione) in de Italiaanse gemeente Tornimparte.